# Mormonia carminea
Mormonia carminea är en fjärilsart som beskrevs av Clayton Dissinger Mell 1939. Mormonia carminea ingår i släktet Mormonia och familjen nattflyn. Inga underarter finns listade i Catalogue of Life.